# Internationales Literaturfestival Heidelberg
Das Internationale Literaturfestival Heidelberg, früher Heidelberger Literaturtage, seit 2023 feeLit ist ein Literaturfestival in der UNESCO-Literaturstadt Heidelberg, das seit 1994 stattfindet.

## Inhalte
Das Festival bietet eine Vielfalt an literarischen Zugängen und Formaten. Neben Lesungen von deutschsprachigen und internationalen Autoren werden Autorengespräche, performative Formate, Ausstellungen, Musikveranstaltungen und Workshops angeboten. Verlage, Buchhandlungen, Büchereien präsentieren Autoren und Neuerscheinungen. Die Veranstaltung fand in einem Veranstaltungszelt mit originaler Jugendstil-Ausstattung („Danspleis Anno 1908“) statt, heute findet sie an verschiedenen kulturellen Orten statt. 

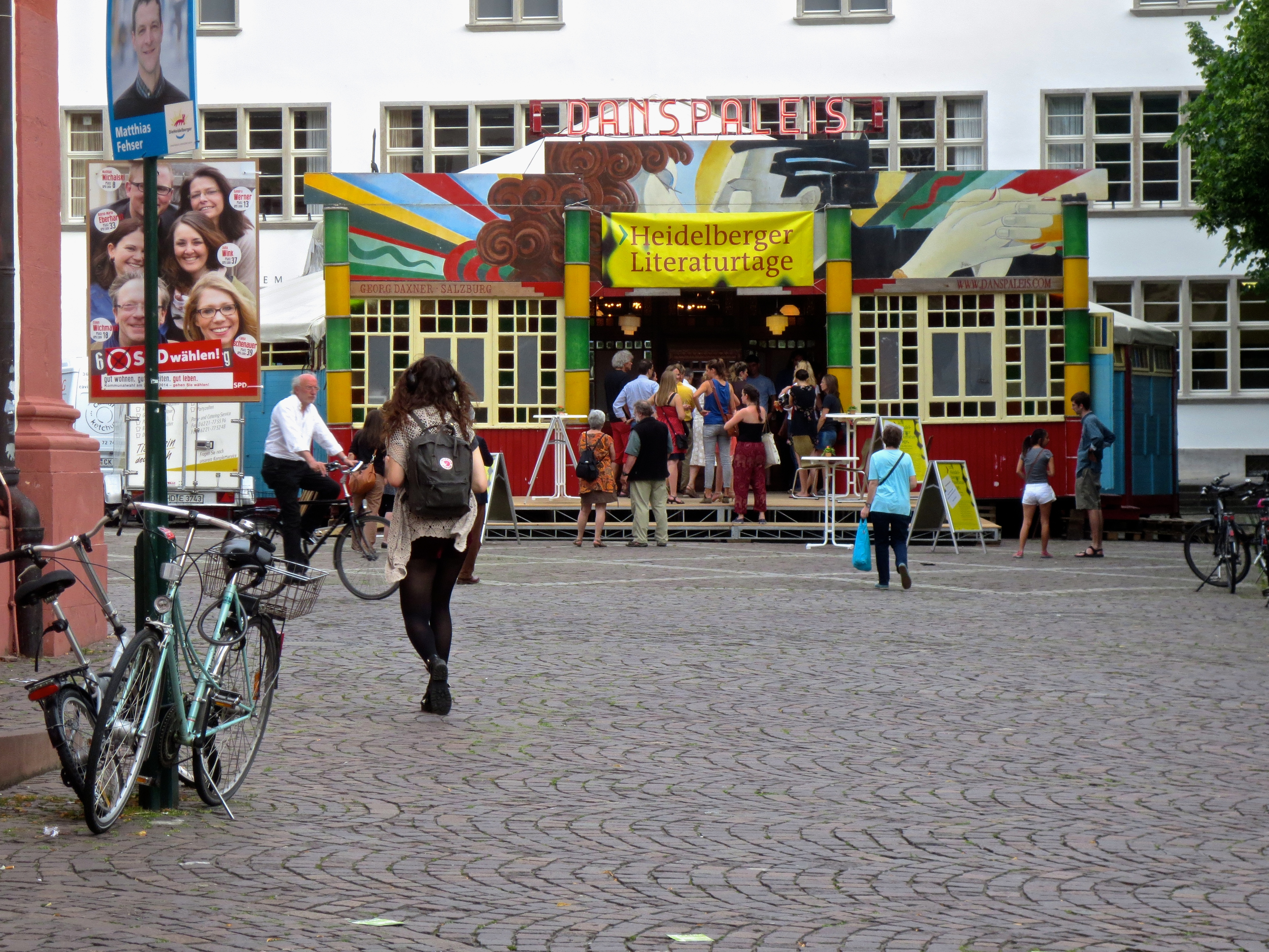
Eingangsbereich der Heidelberger Literaturtage am Universitätsplatz

## Geschichte
Die feeLit ist ein seit 1994 bestehendes Literaturfestival in Heidelberg. Es finden Lesungen internationaler Schriftsteller statt sowie Autorengespräche und Musikdarbietungen. Verlage, Buchhandlungen, Büchereien präsentieren Autoren und Neuerscheinungen.
Beteiligt waren in den vergangenen Jahren Autoren wie Jakob Arjouni, Monica Bleibtreu, Zehra Cirak, Thea Dorn, John von Düffel, Péter Esterházy, Lars Gustafsson, Sten Nadolny, Jorge Semprún, Ilija Trojanow, Urs Widmer und Juli Zeh.
Ausgerichtet werden die Literaturtage von der Arbeitsgemeinschaft Heidelberger Literaturtage, worin unter anderem das Deutsch-Amerikanische Institut Heidelberg, das Bureau de la Coopération Universitaire, das Montpellier-Haus, das Kulturamt der Stadt Heidelberg und die Stadtbücherei Heidelberg zusammengeschlossen sind.
Im Mai 2019 feierten die Heidelberger Literaturtage ihr 25-jähriges Jubiläum. 2021, während der Corona-Pandemie, fand das Festival im Theatersaal der Seniorenresidenz Augustinum Heidelberg statt – mit entsprechenden Corona-Schutzkonzept beim Live-Publikum und parallelem Online-Stream. Seit 2023 heißt das Festival feeLit Internationales Literaturfestival Heidelberg unter der Leitung von Jagoda Marinić, Autorin und Podcasterin.

## Beteiligte Autoren
Die Autoren der vergangenen Literaturtage ab 1994:

### A–F
- A: Leila Abouzeid, Laure Adler, Najet Adouani, Salim Alafenisch, Elisabeth Alexander, Jurij Andruchowytsch, Jakob Arjouni, Abderrahman Ammar, Jan Assmann, Hans Arnfried Astel, Martin Auer, Uli Aumüller, Uri Avnery, Susanne Ayoub;
- B: Lothar Baier, Gerbrand Bakker, Zsuzsa Bánk, Hoda Barakat, Maria Barbal, Joanna Bator, Zoë Beck, Azouz Begag, Katja Berlin, Stefan Beuse, Marcel Beyer, Peter Bichsel, Josef Bierbichler, Monica Bleibtreu, Regina Bode, Marica Bodrožić, Katharina Born, Edith Börner, Helmut Böttiger, Rachid Boudjedra, Michael Braun, Jan Peter Bremer, Thomas Brezina, Thomas Brussig, Michael Buselmeier, Robert Olen Butler;
- C: Carolin Callies, Ralph Caspers, Kevin Chen, Zehra Cirak, Aya Cissoko, Philippe Claudel, Barbara Conrad, Cathérine Camus, Alex Capus, Inger Christensen, Susannah Clapp, Albert Cossery, Sylvie Crossman;
- D: Tsitsi Dangarembga, Marie Darrieussecq, Guy Delisle, Christian Delorme, Régine Detambel, Dorothea Dieckmann, Adeline Dieudonné, Dimitré Dinev, Liane Dirks, Irene Dische, Assia Djebar, Philippe Djian, Christina Dom, Hilde Domin, Thea Dorn, Serge Doubrovsky, Claus Helmut Drese, Zoran Drvenkar, François Dufay, John von Düffel, Jessica Durlacher, Ralph Dutli;
- E: Hella Eckert, Samira El-Ouassil, Jennifer Egan, Oswald Egger, Dorothee Elmiger, Didier Eribon, Péter Esterházy;
- F: Michael Farin, Elena Fischer, David Foenkinos, Michel Friedman, Walter Helmut Fritz, Sigrid Früh, Cornelia Funke, Roland Funke;

### G–L
- G: Katharina von der Gathen, Ines Geipel, Wilhelm Genazino, Thomas Glavinic, Édouard Glissant, Pippa Goldschmidt, Maja Göpel, Erhard Göttlicher, Jakob Graf, Vaiva Grainyte, Franz Greno, Martin Grzimek, Dinçer Güçyeter, Xiaolu Guo, Lars Gustafsson;
- H: Robert Habeck, Helon Habila, Kamal Hachkar, Katharina Hacker, Hubert Haddad, Maja Haderlap, Gisbert Haefs, Peter Hamm, Freddy Hansmann, Nino Haratischwili, Ludwig Harig, Harald Hartung, Josef Haslinger, Omar Hayat, Martina Hefter, Helle Helle, A.F.Th. van der Heijden, Finn-Ole Heinrich, Hallgrímur Helgason, Katja Henkel, Valentin Herzog, Lin Hierse, Wolfgang Hilbig, Otmar Hitzelberger, Patrick Hofmann, Wolfgang Hohlbein, Barbara Honigmann, Wolfgang Hörner, Paweł Huelle, Christopher Hunt, Moritz Hürtgen;
- I: Florian Illies, Marcus Ingendaay, Nikolai Ivanov
- J: Inge Jadi, Anisa Jafarimehr, Marielouise Janssen-Jurreit, Zoë Jenny, Alejandro Jodorowsky, Jean Joubert;
- K: Dota Kehr, Friedemann Karig, Wolfram Kastner, Leuw von Katzenstein, Sabine Kebir, Gilles Kepel, Joachim Kersten, Florian Kessler, Harald Kiesel, Tanja Kinkel, Georg Klein, Alexander Kluge, Martin Kluger, Thomas Klupp, Karen Köhler, Steffen Kopetzky, Harriet Kracht, Peter J. Kraus, Lisa Kränzler, Ursula Krechel, Susan Kreller, Judith Kuckart, Peter Kurzeck, Anton Kurnia, Svealena Kutschke;
- L: Claude Lanzmann, Katja Lange-Müller, Tanja Langer, Rolf Lappert, Patrick Wald Lasowski, Camille Laurens, Krsto Lazarević, Benjamin Lebert, Christoph Leisten, Hermann Lenz, Pedro Lenz, Rémy Leveau, Jean Lica, Andrea Liebers, Johann Lippet, Jürgen Lodemann, Sigrid Löffler, Dea Loher, Wolf Lotter, Édouard Louis, Gila Lustiger;

### M–S
- M: Marcel Maas, Kristof Magnusson, Danijel Majic, Tanja Maljartschuk, Claudio Magris, Manfred Mai, Andres Maier, Jagoda Marinić, Leïla Marouane, Francesca Melandri, Jonathan Meese, Robert Menasse, Olga Martynova, Anna Marwan, Lebogang Mashile, Dorota Masłowska, Abdelwahab Meddeb, Hind Meddeb, Thomas Meinecke, Albert Memmi, Eva Menasse, Pascal Mercier, Marianne Meyer-Krahmer, Malika Mokeddem, Margriet de Moor, Ángeles Mora (2017), Mary Morris, Alfred Muschg, Martin Muser, Meja Mwangi;
- N: Sten Nadolny, Kati Naumann, Gloria Naylor, Ibrahima Ndiaye, Eckhart Nickel, Maja Nielsen, Paul Nizon, Marie-Laure de Noray-Dardenne, Stella Nyanzi;
- O: Rachid O., José F. A. Oliver, Markus Orths, Dirk Oschmann, Karl-Heinz Ott, Necati Öziri;
- P: Martin Page, Connie Palmen, Laksmi Pamuntjak, Inka Parei, Kathrin Passig, Edgar Päßler, Susann Pásztor, Annette Pehnt, Daniel Pennac, Katja Petrowskaja, Walter Pohl, Harry Pross, Sigurd Pruetz, Jordi Punti;
- R: Anna Rabe, Julya Rabinowich, Sara Rai, Tillmann Rammstedt, Bernd Rauschenbach, Susanne Rebscher, Jan Philipp Reemtsma, Jovana Reisinger, Françoise Renaud, Katja Riemann, Jutta Richter, Manuel Rivas, Verena Rossbacher, Patrick Roth, Wolfgang Rothe, Ralf Rothmann, Marie Rouanet, Jean Rouaud, Ulrich Rüdenauer, Doris Ruhe;
- S: Shan Sa, Boualem Sansal, Alka Saraogi, Matthias Schenk, Marie-Luise Scherer, Silke Scheuermann, Jochen Schimmang, Bernhard Schlink, Elke Schmitter, Karla Schneider, Florian Schroeder, Britta Schröder, Raoul Schrott, Alice Schwarzer, Frédéric Schwilden, W.G. Sebald, Jorge Semprún, Zeruya Shalev, Geetanjali Shree, Helga Schubert, Tijan Sila, Steinunn Sigurdardóttir, Fredrik Sjöberg, Hamid Skif, Stefan Slupetzky, Spaceman Spiff, Arnold Stadler, Peter Staengle, Peter Stamm, Andrzej Stasiuk, Johano Strasser, Marlene Streeruwitz, Dana von Suffrin;

### T–Z
- T: Raja Tazi, Miriam Tag, Ece Temelkuran, Habib Tengour, Klaus Theweleit, Beate Thill, Hans Thill, Utz Thorweihe, Jean-Philippe Toussaint, Jördis Triebel, Bella Triste, Ilija Trojanow, Galsan Tschinag;
- U: Ingrid Uebe, Steven Uhly, Urszula Usakowska-Wolff;
- V: Irene Vallejo, Birgit Vanderbeke, Jean-Pierre Verheggen, Vanessa Vu;
- W: Marina Weisband, Harald Welzer, Elke Werry, Cécile Wajsbrot, Anne Weber, Eva Weiss, Rainer Weiss, Carl Weissner, Erwin Wickert, Urs Widmer, Reece Williams, Hubert Winkels, Josef Winkler, Leon de Winter, Joëlle Wintrebert, Claudia Wolff, Wolf Wondratschek;
- Z: Sigrid Zeevaert, Juli Zeh, Eva Zeller, Kathrin Zimmermann, Vera Zingsem, Hanns Zischler, Willi Zurbrüggen;